# Hong Kong Masters 1983
Das Camus Hong Kong Masters 1983 war ein professionelles Snooker-Einladungsturnier im Rahmen der Saison 1983/84. Die Erstausgabe des Turniers wurde vom 5. bis zum 7. August 1983 im Queen Elizabeth Stadium in der britischen Kronkolonie Hongkong ausgetragen. Sieger wurde in einem rein walisischen Finale Doug Mountjoy, der sich mit einem 4:3-Sieg über den ehemaligen Weltmeister Terry Griffiths zum Sieger des Turnieres kürte. Griffiths spielte im Gegensatz dazu mit einem 140er-Breaks im vorletzten Frame des Finales das höchste Break und zugleich einzige Century Break des Turnieres.

## Preisgeld
Sponsor des Turnieres wurde die französischen Cognac-Brennerei Camus, die auch während der folgenden drei Ausgaben in dieser Funktion in Erscheinung trat. Dennoch gab es kein offizielles Preisgeld. Da jedoch das Turnier zu einer Serie von Barry Hearns Matchroom Sport veranstalteten und von Camus gesponserten Reihe asiatischer Turniere gehörte, erhielten die Spieler, neben den für sie kostenfreien Flügen der ersten Klasse, beispielsweise auch mehrere Flaschen Cognac.

## Turnierverlauf
Am Turnier nahmen insgesamt sechs Spieler teil, von denen jeweils zwei Profispieler aus England und Wales waren. Zwei dieser professionellen Spieler trafen in einer ersten Runde im Modus Best of 3 Frames auf jeweils einen Hongkonger Amateurspieler, woran sich im K.-o.-System das Halbfinale über maximal fünf Frames und das Endspiel im Modus Best of 7 Frames anschlossen.
|  | Erste Runde Best of 3 Frames | Erste Runde Best of 3 Frames |                 |   | Halbfinale Best of 5 Frames | Halbfinale Best of 5 Frames |  |  | Finale Best of 6 Frames | Finale Best of 6 Frames |
|  |                              |                              |                 |   |                             |                             |  |  |                         |                         |
|  |                              |                              |                 |   |                             |                             |  |  |                         |                         |
|  |                              |                              |                 |   |                             |                             |  |  |                         |                         |
|  | Doug Mountjoy                | 2                            |                 |   |                             |                             |  |  |                         |                         |
|  | Doug Mountjoy                | 2                            |                 |   |                             |                             |  |  |                         |                         |
|  | Cheun Chi-Ming               | 1                            |                 |   |                             |                             |  |  |                         |                         |
|  | Cheun Chi-Ming               | 1                            | Doug Mountjoy   | 3 |                             |                             |  |  |                         |                         |
|  |                              |                              | Doug Mountjoy   | 3 |                             |                             |  |  |                         |                         |
|  |                              |                              | Steve Davis     | 0 |                             |                             |  |  |                         |                         |
|  |                              |                              | Steve Davis     | 0 |                             |                             |  |  |                         |                         |
|  |                              |                              |                 |   |                             |                             |  |  |                         |                         |
|  |                              |                              |                 |   |                             |                             |  |  |                         |                         |
|  | Doug Mountjoy                | 4                            |                 |   |                             |                             |  |  |                         |                         |
|  | Doug Mountjoy                | 4                            |                 |   |                             |                             |  |  |                         |                         |
|  |                              |                              | Terry Griffiths | 3 |                             |                             |  |  |                         |                         |
|  |                              |                              |                 | 3 |                             |                             |  |  |                         |                         |
|  |                              |                              |                 |   |                             |                             |  |  |                         |                         |
|  |                              |                              |                 |   |                             |                             |  |  |                         |                         |
|  | Terry Griffiths              | 3                            |                 |   |                             |                             |  |  |                         |                         |
|  | Terry Griffiths              | 3                            |                 |   |                             |                             |  |  |                         |                         |
|  |                              |                              | Tony Meo        | 2 |                             |                             |  |  |                         |                         |
|  | Tony Meo                     | 2                            | Tony Meo        | 2 |                             |                             |  |  |                         |                         |
|  | Tony Meo                     | 2                            |                 |   |                             |                             |  |  |                         |                         |
|  | Stanley Leung                | 1                            |                 |   |                             |                             |  |  |                         |                         |
|  | Stanley Leung                | 1                            |                 |   |                             |                             |  |  |                         |                         |

### Finale
Mit Doug Mountjoy und Terry Griffiths trafen im Endspiel zwei Waliser aufeinander. Mountjoy, zu diesem Zeitpunkt zweifacher Sieger bei Triple-Crown-Turnieren, hatte mit einem Sieg über den lokalen Amateur Cheun Chi-Ming das Halbfinale erreicht und dort mit einem 3:0-Whitewash über Steve Davis das Endspiel erreicht. Griffiths dagegen war in den vergangenen Jahren bei allen drei Triple-Crown-Turnieren erfolgreich gewesen, wobei der Ex-Weltmeister von 1979 erst im Halbfinale ins Turnier startete und dort mit einem 3:2-Sieg über Tony Meo das Finale erreichte.
Griffiths dominierte den Anfang des Spiels und ging mit 0:2 in Führung, bevor Mountjoy mit einem 94:1 im nächsten Frame verkürzte und infolgedessen erst ausglich und schließlich mit 3:2 in Führung ging. Auch wenn Griffiths mit einem 140er-Break im nächsten Frame ausglich, ging der Decider mit 58:40 an Mountjoy, der somit sowohl das Spiel als auch das Turnier gewann.
| Finale: Best of 7 Frames Queen Elizabeth Stadium, Hongkong, britische Kronkolonie Hongkong, 7. August 1983 |                |                 |
| Doug Mountjoy                                                                                              | 4:3            | Terry Griffiths |
| 46:59, 15:83, 94:1, 68:64, 82:48, 0:140 (140), 58:40                                                       |                |                 |
| – | Höchstes Break | 140             |
| – | Century-Breaks | 1               |
| – | 50+-Breaks     | 1               |